# Lepania cascada
Lepania cascada là một loài trong họ Goeridae. Chúng phân bố ở miền Tân bắc.